# Vaudoy-en-Brie
 Vaudoy-en-Brie  es una población y comuna francesa, en la región de Isla de Francia, departamento de Sena y Marne, en el distrito de Provins y cantón de Rozay-en-Brie.

## Demografía
| 509 | 460 | 444 | 469 | 582 | 675 |
| Para los censos de 1962 a 1999 la población legal corresponde a la población sin duplicidades (Fuente: INSEE [Consultar]) |     |     |     |     |     |